# Aridane Hernández
Aridane Hernández Umpiérrez (ur. 23 marca 1989 w Tuineje) – hiszpański piłkarz występujący na pozycji obrońcy w Osasunie.